# Jiří Suchý

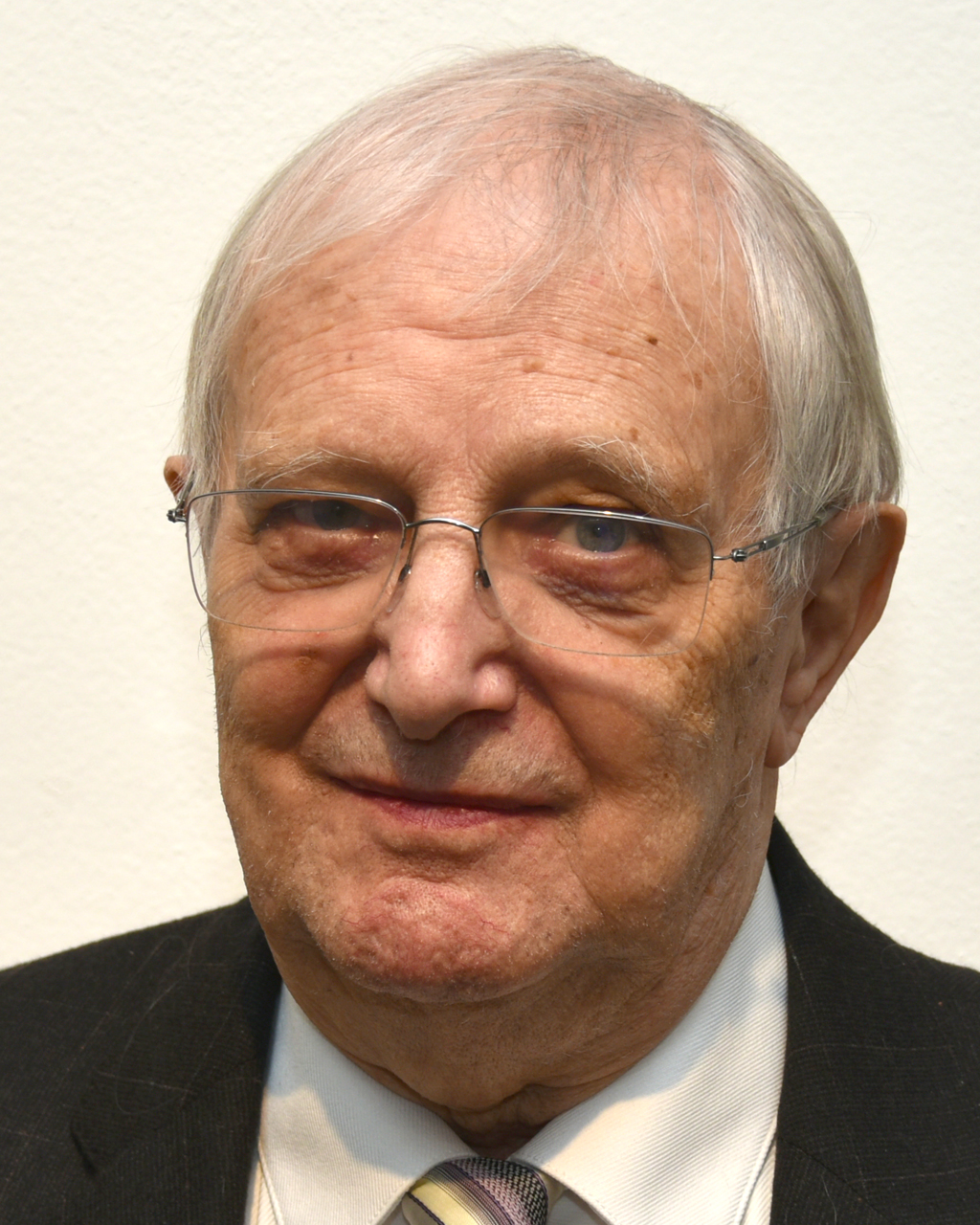
Jiří Suchý (2019)

Jiří Suchý (* 1. Oktober 1931 in Pilsen) ist ein tschechischer Schauspieler, Liedermacher, Texter und Regisseur. Er gründete 1959 zusammen mit Jiří Šlitr das Theater Semafor, dessen Eigentümer er heute ist.

## Leben
Suchý verbrachte seine Kindheit in Klatovy und übersiedelte im Jahr 1936 nach Prag. Seine ersten Auftritte in der Theaterszene hatte Suchý in der Prager Reduta. Ab der Mitte der 1950er-Jahre spielte er dort Kontrabass und führte eigene Lieder auf. Er trat zum Beispiel mit Judita Čeřovská oder Miroslav Horníček auf. Horníček machte Suchý mit Jiří Šlitr bekannt. 1958 gründete Suchý mit Ivan Vyskočil und anderen das Theater am Geländer, wo sie zur Premiere Suchýs Stück Kdyby tisíc klarinetů spielten. Suchý verließ das Theater aber bald darauf und gründete 1959 mit Šlitr das Semafor. Die beiden wurden zu Idolen in der Theaterszene, die ständig mit Repressalien durch die kommunistische Partei konfrontiert war. Im Jahr 1968 unterschrieben sie das Manifest der 2000 Worte. Danach durfte Suchý nicht mehr im Fernsehen auftreten, keine Filme mehr herausgeben und er wurde seiner leitenden Funktion enthoben. Nach Šlitrs Tod im Jahre 1969 schrieb Ferdinand Havlík die Musik für das Semafor. Im Verlauf der Samtenen Revolution trat das Semafor unter Suchý wie andere Theater in den Streik. Heute leitet Suchý das Semafor gemeinsam mit Jitka Molavcová, die dort erstmals 1970 auftrat.